# Bulbophyllum heteroblepharon
Bulbophyllum heteroblepharon är en orkidéart som beskrevs av Rudolf Schlechter. Bulbophyllum heteroblepharon ingår i släktet Bulbophyllum och familjen orkidéer. Inga underarter finns listade i Catalogue of Life.